# 210210 Songjian
210210 Songjian è un asteroide della fascia principale. Scoperto nel 2007, presenta un'orbita caratterizzata da un semiasse maggiore pari a 2,1897308 UA e da un'eccentricità di 0,1784607, inclinata di 2,67036° rispetto all'eclittica.